# Palpita curvispina
Palpita curvispina is een vlinder uit de familie van de grasmotten (Crambidae), uit de onderfamilie van de Spilomelinae. De wetenschappelijke naam van deze soort is voor het eerst voorgesteld door Dandan Zhang en Hou-Hun Li in een publicatie uit 2005.
De soort komt voor in China (Sichuan).